# Dívčí skupina

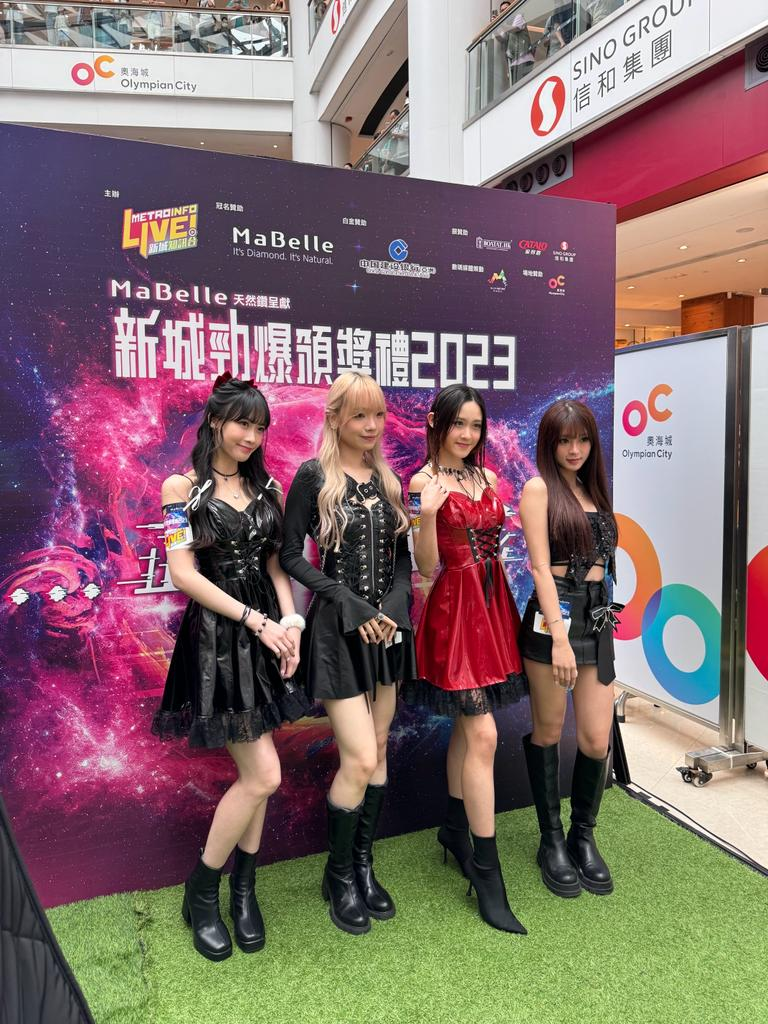
Dívčí skupina z Honkongu

Dívčí skupina (anglicky girl group) je v širším smyslu označení pro hudební skupiny, které jsou složeny jen z žen nebo dívek. Tento termín také označuje vlnu nových hudebních skupin na přelomu 50. - 60. let 20. století. Mezi známé skupiny tohoto období patří např. The Andrews Sisters nebo The Supremes. V pozdější době se stala světoznámou dívčí skupina Spice Girls nebo Destiny's Child.

## Příklady
| - 5Angels - AKB48 - All Saints - Atomic Kitten - Destiny's Child - Diamond Cats - Girls Aloud - Holki - Nu Vigos |  | - Pussycat Dolls - Pussy Riot - Spice Girls - Sugababes - t.A.T.u. - The Andrews Sisters - Danity Kane - Happy Girls |

### Nejúspěšnější dívčí skupiny
| Umístění | název           | prodeje      | žánr    | počet členů | aktivní roky |
| -------- | --------------- | ------------ | ------- | ----------- | ------------ |
| 1.       | Spice Girls     | 57 milionů + | pop     | 4-5         | 1996 - 2001  |
| 2.       | Destiny's Child | 54 milionů + | R&B     | 3-4         | 1998 - 2005  |
| 3.       | TLC             | 43 milionů + | R&B     | 2–3         | 1991 - 2002  |
| 4.       | Bananarama      | 40 milionů + | pop     | 2–3         | 1981 - 1995  |
| 5.       | En Vogue        | 20 milionů + | R&B     | 3–4         | 1990 - 1999  |
| 6.       | Salt'N'Pepa     | 10 milionů + | hip hop | 3           | 1986 - 1997  |